# Carpoforo Tencalla
Carpoforo Tencalla (o Tencala) (10 de septiembre de 1623-9 de marzo de 1685) fue un influyente pintor barroco de lienzos y frescos suizo-italiano.  Ha sido poco estudiado y hasta hace poco no ha recibido la atención de los críticos de arte. Introdujo el estilo de la pintura italiana del siglo XVII en Europa Central con sus temas mitológicos, reviviendo el arte del fresco en grandes superficies. 

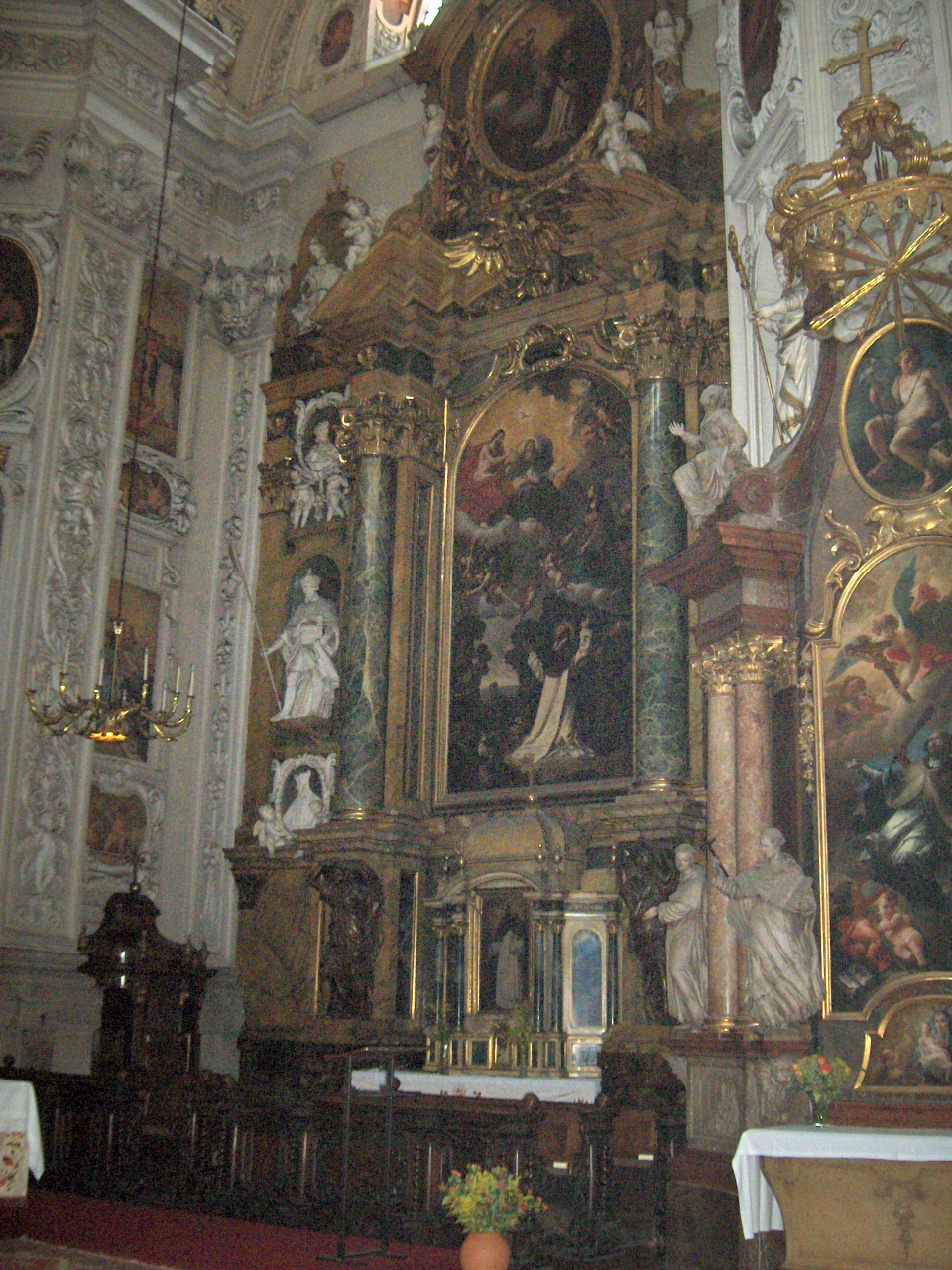
Apoteosis de Santo Domingo, iglesia dominica, Viena

## Biografía
Tencalla nació en Bissone, en el sur de Suiza. Comenzó su aprendizaje en Lombardía, probablemente en Milán, Bérgamo y Verona, posiblemente bajo el maestro Isodoro Bianchi, relacionado con su madre. Otras posibles maestros son Giovanni Stefano Danedi (1608–1689), Giuseppe Danedi, Giovanni Battista Lampugnani (activo entre 1619 y 1653) y Carlo Francesco Nuvolone. Sus obras también muestran influencias de las escuelas boloñesas, romanas y venecianas. 
Comenzó en 1655 como pintor de frescos bajo la dirección del arquitecto e ingeniero italiano Filiberto Luchese en el Castillo de Červený Kameň (ahora Eslovaquia). A través de estas pinturas influyó en la introducción del estilo barroco temprano en Europa Central. 
Una de sus primeras pinturas se puede encontrar en el palacio Terzi en Bérgamo. En 1659 recibió un encargo de la abadía benedictina de Lambach en Austria para una serie de frescos en el presbiterio de la iglesia del monasterio. En 1660-61 decoró el palacio del Conde von Abensperg y Traun en Viena, obras desaparecidas. 
En el período 1662-65 regresó a Italia, donde pintó la pala de altar de la iglesia de San Giacomo, así como los frescos para el Palazzo Solza y el Palazzo Terzi, todos en Bérgamo. 
Entre 1665 y 1667 regresó a Viena, donde decoró las habitaciones del emperador Leopoldo en la nuevo ala del palacio de Hofburg (que ya no existe). También se convirtió en pintor de la corte de Leonor Gonzaga (1630-1686), viuda de Fernando II, emperador del Sacro Imperio Romano . 
A medida que se hizo más famoso, sus clientes crecieron entre el clero superior y la aristocracia en Viena, Moravia, Estiria y Hungría y sus encargos crecieron en consecuencia. 
Entre 1666 y 1967, decoró el castillo de Petronell del conde Ernst III von Abensperg und Traun con una serie de frescos mitológicos. La mayoría se perdieron en un incendio en 1683 durante la batalla de Viena, pero algunos permanecen. Fue invitado por la abadía de Heiligenkreuz para decorar su nueva sacristía. Desafortunadamente, estos frescos también se perdieron en un incendio en 1683. 
Entre 1668-69 decoró varias iglesias en Viena, incluidas las iglesias de los servitas, franciscanos y dominicos. En 1670 trabajó pintando la sala y la capilla del castillo de Trautenfels en la Estiria, decorándolas con frescos mitológicos. Casi al mismo tiempo, también decoró el castillo de Eisenstadt de la Casa de Esterházy . 
Sus principales obras se encuentran en Eslovaquia, Moldavia, Austria, Alemania y la República Checa: 
- En los monasterios de Lambach, Heiligenkreuz.
- Palacios episcopales de Olomouc.
- Palacio episcopal del Príncipe-Obispo Karl II von Liechtenstein-Kastelkorn (1664–1695) en Kroměříž: el arquitecto fue su hermano Giovanni P. Tencalla, quien lo invitó a hacer extensos frescos y pinturas. Sólo las pinturas de la rotonda han sobrevivido.
- Catedral de Passau (1679-1685): frescos para la nave y el coro. Aquí pintó escenas que abarcaban múltiples naves sin interrupción, siendo el primero en hacerlo en la región al norte de los Alpes.
- Alrededor de 1675 decoró el ábside que rodeaba el altar mayor de la iglesia dominica de Viena con dos pinturas históricas de victorias cristianas, ambas atribuidas al poder del rosario: 1) la batalla de Muret (1213) y 2) la batalla de Lepanto (1571). Tencala también agregó pinturas a las paredes de las capillas laterales.

Después de su muerte en 1685 en Bissone, su yerno Carlo Antonio Bussi completó su trabajo en la catedral de Passau y en la iglesia de San Carpóforo en Bissone. 